# Giovanni Battista Podestà

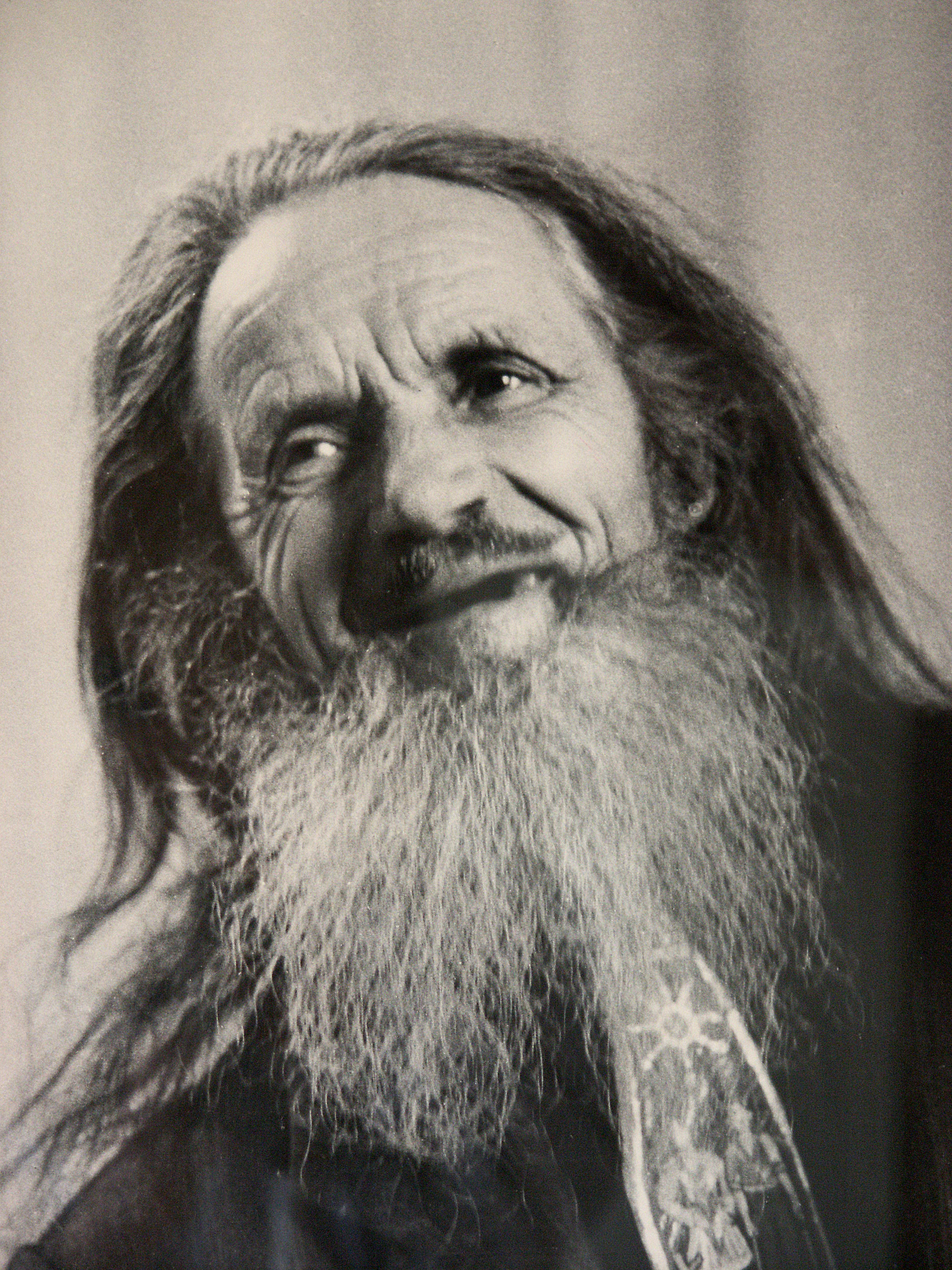
Foto dell'artista Podestà Giovanni Battista

Giovanni Battista Podestà (Torre Pallavicina, 13 febbraio 1895 – Laveno-Mombello, 16 febbraio 1976) è stato un artista italiano, esponente dell'Art Brut (o arte irregolare) italiana.

## Biografia
Nasce in una famiglia numerosa di contadini lombardi. A dieci anni lascia la scuola. Nel 1914 combatte al fronte, quando torna la terra non permette il sostentamento della famiglia obbligandola all'esodo. Arriva a Laveno dove diventa carabiniere e poi operaio. Con lo scoppio della seconda guerra mondiale è di nuovo richiamato in servizio come  supervisore dei trasporti ferroviari nei pressi di Parma.
Se prima del secondo conflitto mondiale traeva ispirazione dal neoclassicismo per la sua arte, in seguito si dedica a sculture e bassorilievi realizzati con materiali di recupero, quali frammenti di specchi, di metallo, scampoli e segatura, con i quali trasmette un universo colorato e ricco di simbolismi religiosi, vicini al mondo contadino, quasi medievale. Nelle sue opere emerge inoltre la volontà di denunciare la perdita dei valori tradizionali nella nascente società dei consumi.
Alla morte della moglie Maria, nel 1974, smette di creare e si rifugia in un mondo interiore e irreale. Muore due anni dopo.
Le sue opere sono state esposte in varie esposizioni in Europa, dalla Collection de l'Art Brut di Losanna alla Halle Saint-Pierre di Parigi.